# КК Скалигера Верона
КК Скалигера Верона (итал. Scaligera Verona) је италијански кошаркашки клуб из Вероне. У сезони 2013/14. такмичи се у Лиги 2 Италије.

## Историја
Клуб је основан 1951. и у првој фази постојао је до 2002. када је банкротирао. Но, 2007. је обновљен и кренуо је да се такмичи из нижих лига. У највиши ранг први пут је ушао 1991. године и ту је одиграо десетак сезона, али није имао значајнијих резултата и најдаље је стизао до полуфинала плеј-офа. Куп Италије освојио је 1991. године, а у још два наврата био је и његов финалиста. 1996. године је тријумфовао и у Суперкупу Италије.
Свој једини европски трофеј освојио је сезоне 1997/98. у Купу Радивоја Кораћа, а у финалном двомечу је савладао београдску Црвену звезду (68:74 на домаћем, а 73:64 на гостујућем терену). Сезону раније стигао је и до финала Купа Рајмунда Сапорте, али је у њему поражен од мадридског Реала резултатом 78:64.

## Успеси

### Национални
- Куп Италије:
  - Победник (1): 1991.
  - Финалиста (2): 1994, 1996.
- Суперкуп Италије:
  - Победник (1): 1996.

### Међународни
- Куп Радивоја Кораћа:
  - Победник (1): 1998.
- Куп Рајмунда Сапорте:
  - Финалиста (1): 1997.

## Познатији играчи
- Мирослав Берић
- Спад Веб
- Душан Вукчевић
- Дражен Далипагић